# Pfarrkirche Flaurling

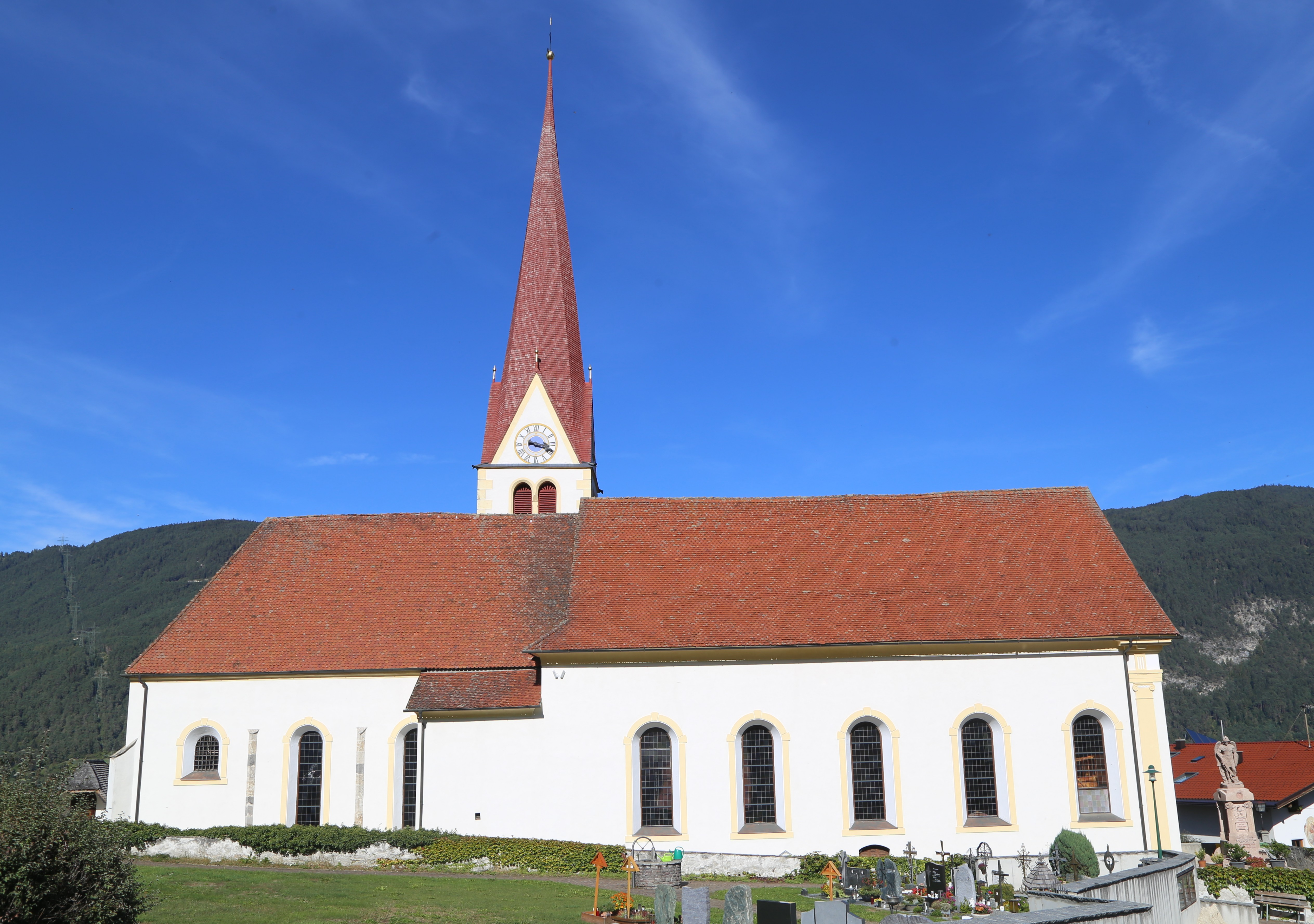
Pfarrkirche hl. Margareta von Süden

Die Pfarrkirche Flaurling steht in der Gemeinde Flaurling im Bezirk Innsbruck-Land in Tirol. Die der heiligen Margareta von Antiochia geweihte römisch-katholische Pfarrkirche gehört zum Dekanat Telfs in der Diözese Innsbruck. Die Kirche und der Friedhof stehen unter Denkmalschutz (Listeneintrag).

## Geschichte
Urkundlich wurde 1326 die Weihe einer Kapelle genannt. 1508 wurde sie durch den Baumeister Oswald Klotz vergrößert. 1578 erfolgte eine Einwölbung und Verzierung mit gotischen Gewölberippen durch Wolfgang Rosenberger den Jüngeren und Mathias Pärtl. 1750 wurde die Kirche umgebaut. 1836 erfolgte ein Neubau des Langhauses im klassizistischen Stil und damit eine Neuausrichtung der Kirche durch den Architekten und Bildhauer Josef Falbesoner. 1958/1959 wurde die Kirche innen, 1962 außen restauriert.

## Architektur

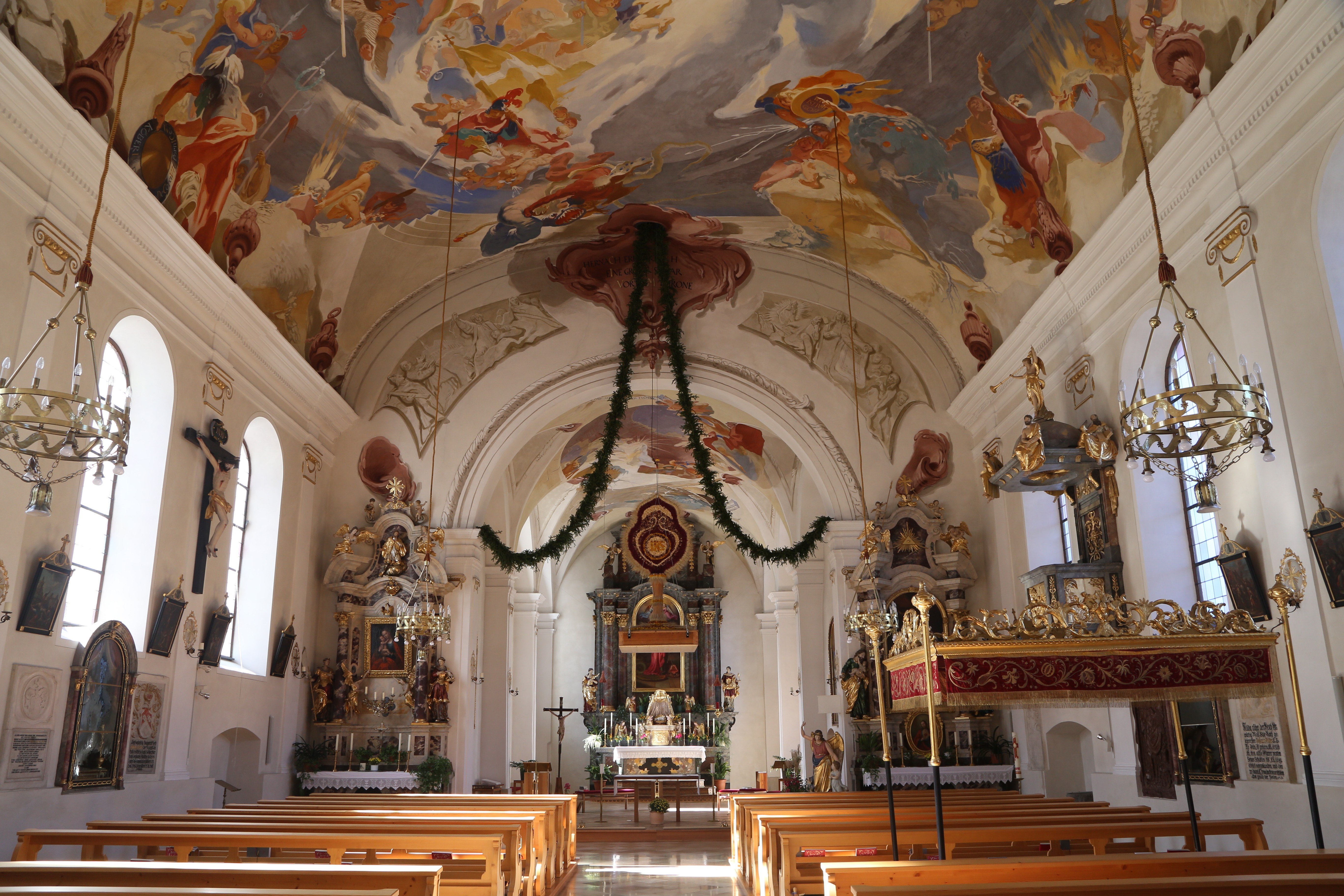
Innenraum, Blick zum Chor

Die südlich etwas oberhalb des Ortes stehende Dorfkirche ist vom Friedhof mit Umfassungsmauer umgeben. Sie besteht aus dem klassizistischen fünfjochigen Langhaus mit Satteldach über breiter Hohlkehle von 1836, dem spätgotischen Chor von 1508 und dem gotischen Nordturm mit Spitzhelm aus dem 14./15. Jahrhundert. Die Ostfassade mit Dreieckgiebel ist durch Pilaster und ein breites Gebälk gegliedert. Das Portal ist mit Pilastern und einem gesprengten Giebel betont, darüber befindet sich ein Mosaik des Guten Hirten in einem Vierpassfeld vom Anfang des 20. Jahrhunderts.
Der Innenraum ist mit Wandpfeilern gegliedert und im Langhaus mit einer gedrückten Tonne, im gerade geschlossenen Chor mit einer Stichkappentonne gedeckt. Die nach einem Entwurf Franz Xaver Pernlochners 1875/76 von Johann Nepomuk Leitl geschaffenen nazarenischen Deckenfresken wurden 1958 von Wolfram Köberl in einem barockisierenden Stil übermalt.

## Ausstattung
Der Hochaltar aus dem Jahr 1836 von Josef Falbesoner hat einen Doppelsäulenaufbau mit verkröpftem Gebälk und einen hohen Aufsatz über einem Segmentbogengiebel und zeigt das Hochaltarblatt hl. Margareta, gemalt von Caspar Jele (1843).

## Orgel
Die von Franz Weber im Jahre 1875 erbaute Orgel umfasst ein fünfachsiges Prospekt mit rundbogigen Feldern, dazu ist sie durch kräftigen Halbsäulen gegliedert. Das Instrument besitzt 20 Register auf zwei Manualen und einem Pedal.
| I Hauptwerk C–f3 |                 |        |
| 1.               | Bourdon (ab C0) | 16′    |
| 2.               | Prinzipal       | 8′     |
| 3.               | Copl            | 8′     |
| 4.               | Viola           | 8′     |
| 5.               | Oktave          | 4′     |
| 6.               | Flöte           | 4′     |
| 7.               | Quinte          | 2 ⁄3′  |
| 8.               | Kornet VI       | 2′     |
| 9.               | Super           | 2′     |
| 10.              | Mixtur          | 1 2⁄3′ |

| II Positiv C–f3 |              |    |
| 11.             | Gedackt      | 8′ |
| 12.             | Prinzipal p. | 8′ |
| 13.             | Oktave       | 4′ |
| 14.             | Waldflöte    | 2′ |

| Pedalwerk C–f0 |               |     |
| 15.            | Bombass       | 16′ |
| 16.            | Subbass       | 16′ |
| 17.            | Prinzipalbass | 16′ |
| 18.            | Posaun        | 8′  |
| 19.            | Oktavbass     | 8′  |
| 20.            | Quintbass     | 6′  |

- Koppeln: I/P, II/P

## Glocken
Im Kirchturm befinden sich fünf Glocken, die 1949 von der Glockengießerei Oberascher aus Salzburg gegossen wurden und in der Tonfolge c1–es1–f1–as1–b1 gestimmt ist. Das Gesamtgewicht der Glocken beträgt ca. 5100 Kilogramm.